# Mycterus curculioides
Mycterus curculioides é uma espécie de insetos coleópteros polífagos pertencente à família Mycteridae.
A autoridade científica da espécie é Fabricius, tendo sido descrita no ano de 1781.
Trata-se de uma espécie presente no território português.